# کوتنتشیتسه
کوتنتشیتسه (به چکی: Kotenčice) یک منطقهٔ مسکونی در جمهوری چک است که در ناحیه پریبرام واقع شده‌است.